# Sečovská Polianka
Sečovská Polianka és un poble i municipi d'Eslovàquia. Es troba a la regió de Prešov, al nord del país.

## Història
La primera referència escrita de la vila data del 1272.

## Demografia
| Godina             | 1994 | 2004   | 2014   | 2024   |
| ------------------ | ---- | ------ | ------ | ------ |
| Nombre de persones | 2560 | 2666   | 2780   | 2619   |
| Diferència         |      | +4,14% | +4,27% | −5,79% |

| Godina             | 2023 | 2024   |
| ------------------ | ---- | ------ |
| Nombre de persones | 2644 | 2619   |
| Diferència         |      | −0,94% |